# Věrohodnost
Věrohodnost (též důvěryhodnost nebo hodnověrnost) je vlastnost entity, která vyjadřuje míru souladu touto entitou v budoucnu emitovaných informací s pravdou, realitou, skutečností; čím je věrohodnost vyšší, tím větší je tato shoda. Věrohodnost je kladnou vlastností, hovoří se o ní především v souvislosti s bytostmi (entitami používajícími přirozenou inteligenci) a úzce souvisí se ctí, důvěrou, spolehlivostí nebo vážností.
Budování a ochrana věrohodnosti jsou pro subjekt, k němuž je tato vlastnost vztahována, žádoucí. Subjekt si jí získává úctu a společenské postavení.